# Esparragalejo
Esparragalejo és un municipi d'Espanya, a la província de Badajoz, comunitat autònoma d'Extremadura. Situat a uns 8 quilòmetres de Mèrida. Molt conegut a la comarca per la seva presa romana, les seves dues llacunes naturals, la seva romeria, avui en dia una de les més importants de la província de Badajoz i la seva setmana santa, en la qual tots els seus habitants van a la catedral per presenciar la missa (d'una hora) i després, ocupen els carrers per complet. Tots els seus habitants, es llancen als carrers per: a) desfilar, els portants que subjecten el pas de la seva patrona, la Verge de la Salut, b) Per a tocar: els músics, tocant una peça musical més l'himne espanyol. També munten una petita fira per als més petits, i moltíssimes carpes, en les quals es pot tant menjar, com per ballar.

## Origen del nom
La raó del nom de Esparragalejo és molt senzilla. Al fundar l'aldea se li lliura com devesa comunal, també anomenada de propis o boyal, la devesa del Esparragal. Esparragal és el primitiu nom del lloc. Però en ser petit el veïnat i romandre així per molts anys, se li va afegir al nom un sufix diminutiu. De Esparragal, doncs, es va convertir en Esparragalejo.